# Луганський монетний двір
Луганський монетний двір — монетний двір заснований на базі Луганського верстатобудівного заводу (нині[коли?] Луганський патронний завод) у 1991 році для карбування роздрібних монет України. Монетний двір не відокремлювали від Верстатобудівного заводу (хоча в перспективі планували побудову повноцінного монетного двору) і в документах називали — об'єкт № 2 або об'єкт № 2 НБУ.
З 1997 року устаткування монетного двору перевезли до Києва для облаштування монетної справи у столиці України.

## Історія Луганського патронного заводу
ЛПЗ був заснований у 1895 р. на території колишнього Луганського чавуноливарного заводу. Новий казенний патронний завод, продуктивністю 100 млн штук патронів в рік, випускав патрони калібру 7,62×54R мм, а також гвинтівки «Мосіна».
В радянський період завод, як стратегічне підприємство, мав номер № 60 до війни і № 270 після війни. У 1941 році був частково евакуйований до Уралу.
Оскільки після другої світової війни потреба в патронах знизилася, на заводі відкрилися цехи з випуску токарних і фрезерних верстатів, бурових установок, насосів і навіть меблів, люстр і друкарських машинок «Ятрань».
У період застою на заводі працювали 18 тисяч осіб, забезпечуючи країну найрізноманітнішою продукцією: роботизованими центрами з ЧПУ і автоматичними лініями, буровими установками і вакуумною технікою, токарними патронами і вузлами тракторів, друкарськими машинками, замками, іграшками тощо. За створення принципово нових механізмів колектив отримав десять медалей ВДНГ.
З 1990 року підприємство почало занепадати. Було розпродано устаткування для виробництва патронів, після чого ДП «Луганский станкостроительный завод» займався лише випуском верстатів і монет.
У 2002 р. утворено ЗАТ «Луганський патронний завод», було відновлено випуск патронів.
1 липня 2014 року терористи ЛНР захопили підприємство, а 28 липня 2014 року українська авіація завдала удару по Луганському патронному заводу.

## Монетний двір

### Заснування монетного двору
Після проголошення 24 серпня 1991 року «Акту проголошення незалежності України» особливої уваги потребували питання забезпечення економічного суверенітету України, створення власної української, незалежної від Москви, грошово-кредитної і банківської системи, організації центрального банку України, фінансової системи та ін.

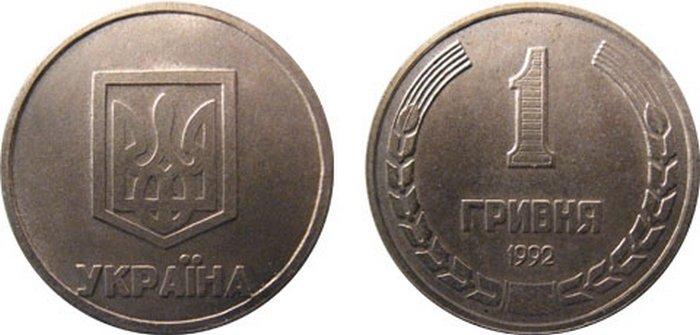
«Порошкова» гривня Кіровського заводу порошкової металургії

Різні підприємства привозили до Києва монетоподібні вироби і медалі для представлення своїх можливостей. Найвідомішим з таких виробів є «Порошкова» гривня, схожа за дизайном на радянський рубль і 1992 роком на реверсі, виготовлена з металопорошку на Заводі порошкової металургії в м. Кіровське (Луганська обл.). Жителі Луганської області згадують, що ці монети потрапили в обіг у великій кількості, але ні року випуску в обіг, ні про причини застосування в обігу нестандартної монети нічого невідомо, проте «порошкові» гривні швидко розійшлись по колекціях нумізматів з усієї України. (Пояснення. Дизайн порошкової гривні не був затверджений НБУ, як монетний двір не був затверджений i завод порошкової металургії у м.Кіровськ., тому порошкова гривня є не монетою, а монетоподібним жетоном, без права участі у грошовому обігу).
Іншим «пробним витвором» був монетоподібний жетон із числом 50 з обох боків в рослинному обрамленні і зіркою над числом. Ці «монети» пізніше були знищені і нині відомі близько двадцяти штук. (Пояснення. Цей монетоподібний жетон карбувався в Інструментальному виробництві Луганського верстатобудівного заводу під час відбіркового конкурсу між виробничими підприємствами за право розміщення у себе монетного двору України).
З усіх учасників конкурсу були відібрані Сумське ВО «Електрон» і Луганський ЛСЗ.
Найбільш придатним для карбування монет, в першу чергу, через наявність воєнізованої охорони підприємства, обладнання для виготовлення карбувальних верстатів, схожість процесу випуску патронів і монет, та близькістю до заводів-виробників металу для монет виявився Луганський верстатобудівний завод (ЛВЗ), на обранні котрого зупинився співробітник Львівського відділу Інституту економіки АН України, депутат ВРУ М. А. Швайка, який і організовував запровадження української валюти як голова Комісії з питань економічної реформи і управління народним господарством Верховної Ради України.
Комісія 1 жовтня 1991 року відправила листа генеральному директору Луганського виробничого об'єднання «Верстатобудівний завод» Є. І. Новохатку, в якому говориться:
```
Просимо доручити своїм спеціалістам терміново опрацювати питання, пов’язані з випуском металічних монет. Пропозиції щодо розміщення зазначеного виробництва необхідно надіслати до 15 жовтня ц. р. Звертаємо Вашу увагу на особливу вагу цього питання.
```

Цей лист історики, нумізмати, працівники музею історії і культури м. Луганська і історик першого в Україні монетного двору і верстатобудівного заводу А. С. Люлько вважають початком зародження карбування монет в Україні.
Після цього почалась реконструкція заводу. Перспективу випуску патронів (наскільки це було можливо із частково розпроданим устаткуванням) ніхто не відміняв, тому завод не був повністю перетворений у монетний двір. Під випуск монет відвели новий цех, який збудували по вул. Поштовій після знесення кількох житлових будинків. Було облаштовано термічну ділянку, ділянку гальванопластики, у старому приміщенні розширили ділянку електроіскрової обробки. На вул. Поштовій дійсно знесли кілька житлових будинків для будівництва корпусу Монетного двору України, але його будівництво так i залишилось тільки на паперах. Під карбування національної монети відвели старий цех №3 ЛВЗ з випуску набоів, поряд з якими перший час i карбувались монети. Заготівельне виробництво з виготовлення заготовок монет розмістили у реконструйованому модулі "Варшава", розміщеному на залізничній станції "Мілове", у 30 км від ЛВЗ. Для покриття  кольоровими емалями виготовлених на ЛВЗ медалів i нагрудних знаків відвели цех у якому до цього виготовлювали вузли i деталі ракет та підводних човнів). Центром монетного виробництва стала ділянка з виготовлення карбувальних інструментів під керівництвом Н. І. Ліцоєва. Для виробництва вирубного та карбувального інструменту сюди перевели слюсарів з лекальної ділянки, а для випуску штемпелів-граверів Н. Н. Мітіну (яка раніше розробила проект жетонів для Київського метро), І. Я. Гродзовського, та художницю Г.Л. Коваленко.
Випуск монет запланували на кінець травня 1992 року.

### Перші монети. Шаги
Питання щодо назви грошової одиниці  — гривні було вирішено легко і однозначно, тому до початку 1992 року вже було і затверджено проект банкнот, і замовлено їх випуск в Канаді. А от про те, як назвати роздрібну монету, суперечки у Верховній Раді йшли всю другу половину 1991 року и до весни 1992 року. Одні пропонували різні варіанти-кальки російської назви монет: копи, списики; інші пропонували західні назви: центи, гроши тощо. Були історичні варіанти: резани, шаги. Міністерство фінансів пропонувало болгарську назву — стотинки. Взимку 1992 року домовились назвати роздрібну монету — шаг, подібно тому, як називалась роздрібна грошова одиниця УНР. Другою причиною затримки випуску монет було питання про герб України; володимирів тризуб тоді ще не був затверджений.

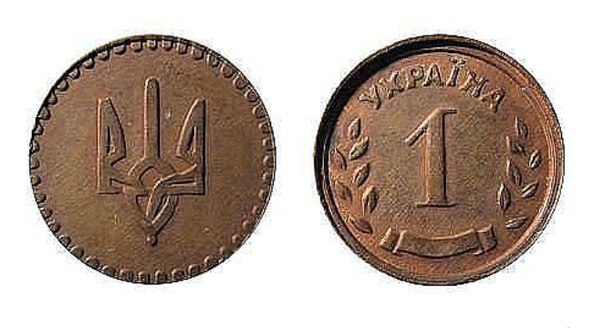
Пробна монета травня 1992 року. Неофіційна назва: шаг

Художники за цей період розробили декілька варіантів монет під назвами «гроши» або «копи», на деяких з них розмістили зображення козака з мушкетом і круговий напис «Республіка Україна».
У листопаді 1991-травні 1992 років Луганський монетний двір, без вказівки НБУ, почав випуск пробних монет. Спершу це були монети з числами 1 і 50 без назви і без позначення номіналу словами на реверсі, і імпровізованим тризубом на аверсі, який запропонував М. Швайка (офіційно тризуб став малим гербом України 19 лютого 1992 року). 11 травня 1992 р, за ініціативи гравера Н. Н. Мітіної, для перевірки можливостей нового устаткування, випустили кілька таких монет. Випускали монети в різних металах: алюмінію (11 штук), латуні (27 штук) і з нержавійки (5 штук). На випуску монет з нержавійки розколовся штемпель, тому карбування зупинили, а розколоті штемпелі відправили на дослідження причин поломки. Але карбування не зупинилось. З найрізноманітніших металів відновленими штемпелями виробили ще близько 50 монет. Кілька монет виробили на прямокутних заготовках вирізаних вручну. (Пояснення. Карбування монетоподібних жетонів з цифрою "50" 11 травня проводилось не для випробування можливостей нового устаткування, яке буде завезено на ЛВЗ 4 вересня, а встановлено у цеху N3 з 7 вересня 1992р. А для перевірки можливостей щойно зроблених у Iн.в. пуансонів i матриць під час карбування монет з різних металів. I саме ці монеподібні жетони, викарбовані того дня на заготовках монет 15 копійок i отримавших гуртове рифлення, стали першими майже монетами.) .
Оскільки ці монети не були затверджені, їх роздали організаторам монетної справи України, і, таким чином, монети потрапили у приватні колекції.
Дослідник монетної справи на ЛСЗ Люлько А. С. зазначає, що монети випущені зі срібла є пізнішими «новоділами», створеними неофіційно для нумізматичного ринку. Такими ж є монети із аверсами від копійок і реверсами шагів.
Потім, у травні 1992 року було запропоновано ескізи монет номіналами 1, 5, 10, 25 шагів за дизайн-проектом Б.Максимова. Ці монети в усьому були схожі на сучасні українські копійки, тільки словесне позначення номіналу було іншим. Як і на сучасних монетах, герб на аверсі шагів доповнювали колосся пшениці (символ достатку) і дубові листки (символ сили і волі народу). Реверс монети по колу було обрамлено калиновим вінком (символ української нації). (Пояснення. Розроблені в ескізах київськими художниками "шаги" у металі не карбувались. Після отримання їхніх ескізів, "шагами" почали називати усі монетоподібні жетони ЛВЗ, з наголосом на першій літері "А". Саме у такій вимові автор пояснень неодноразово чув цю назву від начальника цеху N3 зароджування монет України, Егліти Владлена Михайловича. Історичне значення монетоподібних жетонів ЛВЗ полягає у тому, що саме вони проклали шлях українській монеті).

### Випуск затверджених монет
В травні 1992 року було прийнято нову назву роздрібної грошової одиниці — копійка, а також проект випуску монет номіналами 1, 2, 3, 5,10, 15, 20, 25, 50 копійок і 1 гривня. Для копійок обрали ескіз шагів Б.Максимова, замінивши назву номіналу на монетах і відправили на затвердження в НБУ. В Києві було прийнято рішення віддати ескізи на замовлення закордон, до Британії. Британці мали випустити партію монет (10, 25 і 50 копійок) для перевірки пуансонів, замовлених для ЛСЗ.

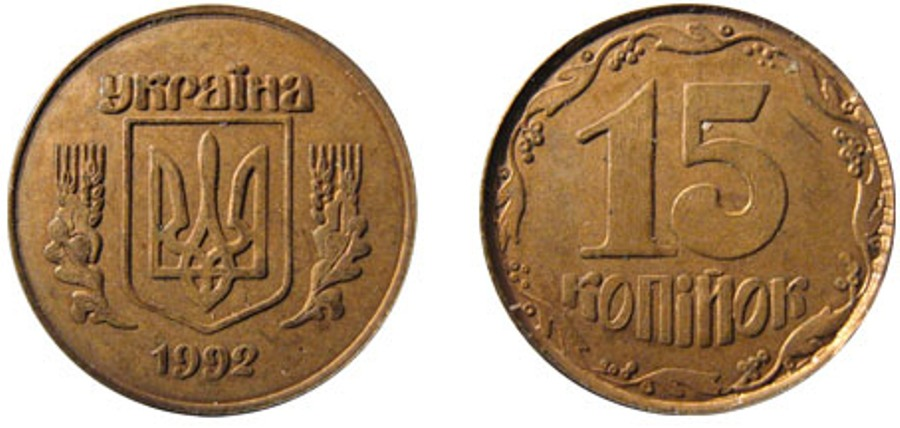
15 копійок 1992 р.

Виправлений проект передали на Луганський монетний двір. Почалось карбування монет номіналами від 10 копійок і вище (20 копійок не карбували; всі відомі нині двадцятикопійочники є підробками).
В серпні 1992 року В. Г. Лобас і П. Н. Черепахін були відправлені до Англії і Німеччини вивчати процес випуску монет на практиці. В Німеччині, директор Мюнхенського монетного двору запропонував їм прибрати з проекту зайві номінали. Він дуже здивувався, що українці хочуть випустити 2, 3 і 5, 10, 15, і 25 копійок одночасно, що дуже затратно і немає сенсу. Прислухавшись до слів директора Мюнхенської монетарні, Лобас і Черепахін, повернувшись до України, запропонували вилучити некратні гривні номінали (3, 15 копійок), хоча 15-копієчну монету вже випускали в Луганську. (Добавлення: I саме ця монета "15 копійок" повинна була стати першою монетою України, але відмова НБУ від її впровадження у грошову систему України, лишила монету статусу першої, надав статус пробної. Пізніше майже усі вони були переплавлені). Декілька таких монет згодом потрапили до приватних колекцій.
Після запуску виготовлення монет 15 копійок, було розпочато виготовлення штемпелів під 25 копійок, які і випустили незабаром. Ці найперші четвертаки відрізняються від подальших дірочками в ягодах калини у вінку на реверсі, і називаються в нумізматичних колах — «бублики». Дірки в ягодах не планувались за проектом; їх залишив фрез, яким виточували ґрона калини. Помітивши брак, — інструмент переточили, і на подальших монетах дірочок не було, але «бубличні» монети відправили в обіг з усіма іншими. (Роз'яснення: карбовані штампувальником В.Р. Матвіенко як i монети "15 копійок" у Iн.в, на гідропресі у невеликій кількості, до прибуття з Німеччини карбувальних пресів, вони теж були переплавлені. Перші монети України "25 копійок" були карбовані у цеху N3 наладчиком В.Ф.Харитоновим ЗРОБЛЕНИМИ у IН.В, але вже без дірочок у ягідках пуансонами. Карбовані 29 вересня на пресі N32710, у гладких матрицях під час наладжування прибулих пресів "Crabener", їхні гурти ще не мали рифлень, тому майже усі виготовлені у той день монети були переплавлені. Як i монети карбовані прибулим 5 жовтня бракованим англійським інструментом з невірно переданим рельефом українського герба. P.S. Читачу, якому незрозуміло карбування завідомо бракованих монет 29 вересня-5 жовтня 1992р. роз'яснюемо, що обидва ці карбування проводились "вимушено"- при наладці німецьких пресів. Наладчиків надісланих фірмою потрібно було відпускати додому, на Батьківщину).

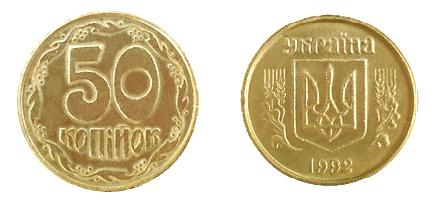
50 копійок 1992 р.

Потім зробили заготовки під випуск 50 і 10 копійок. І тут без браку не обійшлось. При гравіруванні тризуба для аверсів 50 копійок, руку гравера похитнуло, і центральний зуб тризуба подовжився знизу. На калиновому колі під 10 копійок забули зробити ягоди на зовнішній стороні кола. Такі монети нині також дуже цінні в нумізматичних колах.
У грудні 1992 року почали виготовлення штемпеля для 1 гривні. Н. Н. Мітіна намагалась виробити каштанові ґрона, як на ескізах, але застарілий інструмент залишав спотворене зображення. Коли це намагались виправити — зламали наконечники фрезів, тому їх сточили, а монети вийшли із занадто великими трикутниками у ґронах. Їх випустили надзвичайно малим тиражем, через невдоволення невідповідністю до ескізів.
Тоді ж у грудні 1992 року Монетний двір отримав пуансони з Англії, якими продовжили карбування монет.
В останні дні 1992 року було зроблено спробу виготовити нові штемпелі для монети номіналом в 1 гривню. Штемпелі зробили і відкарбували новий зразок монет. НБУ замовив для огляду 150 пробних монет. На деяких не було гуртових написів, на інших був. На монетах 1995 року зустрічаються написи 1992 і 1994 років і навпаки.
На межі 1992 і 1993 років виготовили пуансон під карбування монети 2 копійки 1992 року. Її характерною особливістю був великий відступ калинового вінка від канту монети. Але їх випуск все ж розпочали, проте зробили лише кілька штук і тому нині це найрідкісніша українська монета. Невідомий працівник монетарні виніс алюмінієві заготовки для 2 копійок до виробництва 10 копійок і зробив 5-10 алюмінієвих «десяток».
Виготовлення пуансонів під монети номіналами 10 і 25 копійок 1992 року також замовили в Італії. Ці монети відрізняються належною якістю малюнка і «гострокутим» тризубом.

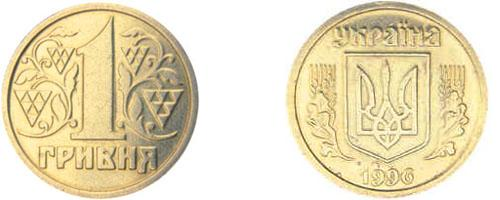
1 гривня 1996 р.

До серпня 1993 року Н. Н. Мітіна продовжувала гравірувати штемпелі під латунні 10, 25, 50 копійок і гривні 1992 року. Зображення на монетах цих штемпелів, у порівнянні з «англійськими» та «італійськими» дещо змазане, що пояснюється застарілими гравірувальними інструментами, але груба вибраковка припинилась.
Через низьку якість 2 копійок 1992 року, НБУ відмовились від замовлення цих монет в Луганську, але через деякий час знову повернулись до такого рішення, відправивши закордон лише замовлення на 1 і 5 копійок. Щоб довести здатність ЛСЗ зробити якісні дрібні монети, були виготовлені нові монети 2 копійки 1992 року, в яких калинове коло прийняло звичне положення, а дрібні деталі літер вже не були грубо виточені. (Пояснення. Причина відмови НБУ від карбування номіналу "2 копійки" у Iталii, де карбувались монети білого кольору, автору цих пояснень невідома. Але тільки після тієї відмови, НБУ надав замовлення на її карбування на ЛВЗ. I тільки після отримання замовлення ЛВЗ почав працювати з нею, роблячи, на жаль помилки, i виправляючи їх. Автор правок бажає хоч трохи виправдати ЛВЗ за незавжди чіткі у дрібних деталях зображення на перших монетах. Справа в тому, що їхні пуансони гравіювались на пантографі, завезеному ще по репатріації  з Німеччини після Другої Світової Війни 1939-1945 рр. Після отримання нового обладнання якість монет стала кращою. Недарма, пізніше, на ЛВЗ карбувався гумористичний сувенірний жетон із зображенням первісної людини карбуючої українську гривню).
10-12 серпня 1993 року виготовили пуансони під монети 2 копійки 1993 року. (А вже 13 серпня наладчик К.М. Яценко почав карбувати ними монети). Спершу монети виготовлені ними відкинули через неякісні лінії в цифрі 2, але все ж, таки монети почали випускати масово.
У 1994 році випускали монети номіналами 1, 2, 5, 10, 25 і 50 копійок. Монети 1 і 5 копійок були випущені не масово, лише для колекціонерів.

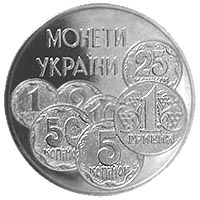
Ювілейна монета 2 гривні «Монети України» 1996 р.

У 1995 році — 25, 50 копійок і 1 гривня. Монета 25 копійок була випущена лише в колекційних наборах.
У 1996 — 1, 2, 5, 10, 25, 50 копійок і 1 гривню. (Пояснення. Ймовірно першу монету України номіналом "1 гривня", з датами у полі i на гурті "1992р" карбував 10 вересня 1993р. наладчик О.Д. Уткін. А історичну назву монеті "гривня" повернув до життя академік М.А.Швайка).
У 1994 році відбувались пошуки більш дешевого за латунь сплаву, через що були випущені монети в «нерідних» металах, але їхній тираж не перевищив кількох штук.
26 листопада 1994 року випустили мільярдну монету. (Пояснення. Номінал мільярдної монети - "2 копійки").
В планах ЛВЗ на 1995 рік було випустити першу ювілейну монету — 1 гривня «200 років місту Луганськ», але далі ескізів справа не пішла. У 1996 року були розроблені монети 1 і 5 гривень із зображенням фасаду будівлі НБУ, але вони також не були випущені.

## Новодільні і підробні монети
- Майже усі монети 1992—1996 років з дорогоцінних металів є випущеними поза монетарним двором на збитки нумізматам.
- Гривня 1994 року — теж.
- Монети відкарбовані на заготовках від радянських монет —  рукоблуди, випущеними поза монетарним двором на збитки нумізматам.
- Золоті монети є рукоблудами, випущеними поза монетарним двором на збитки нумізматам.
- Будь-які 20 копійок 1992 року є рукоблудами, випущеними поза монетарним двором на збитки нумізматам.
- Дуже багато монет 50 коп 1992 року випущені клепачами на збиток обігу.